# Gymnasium Lerbermatt

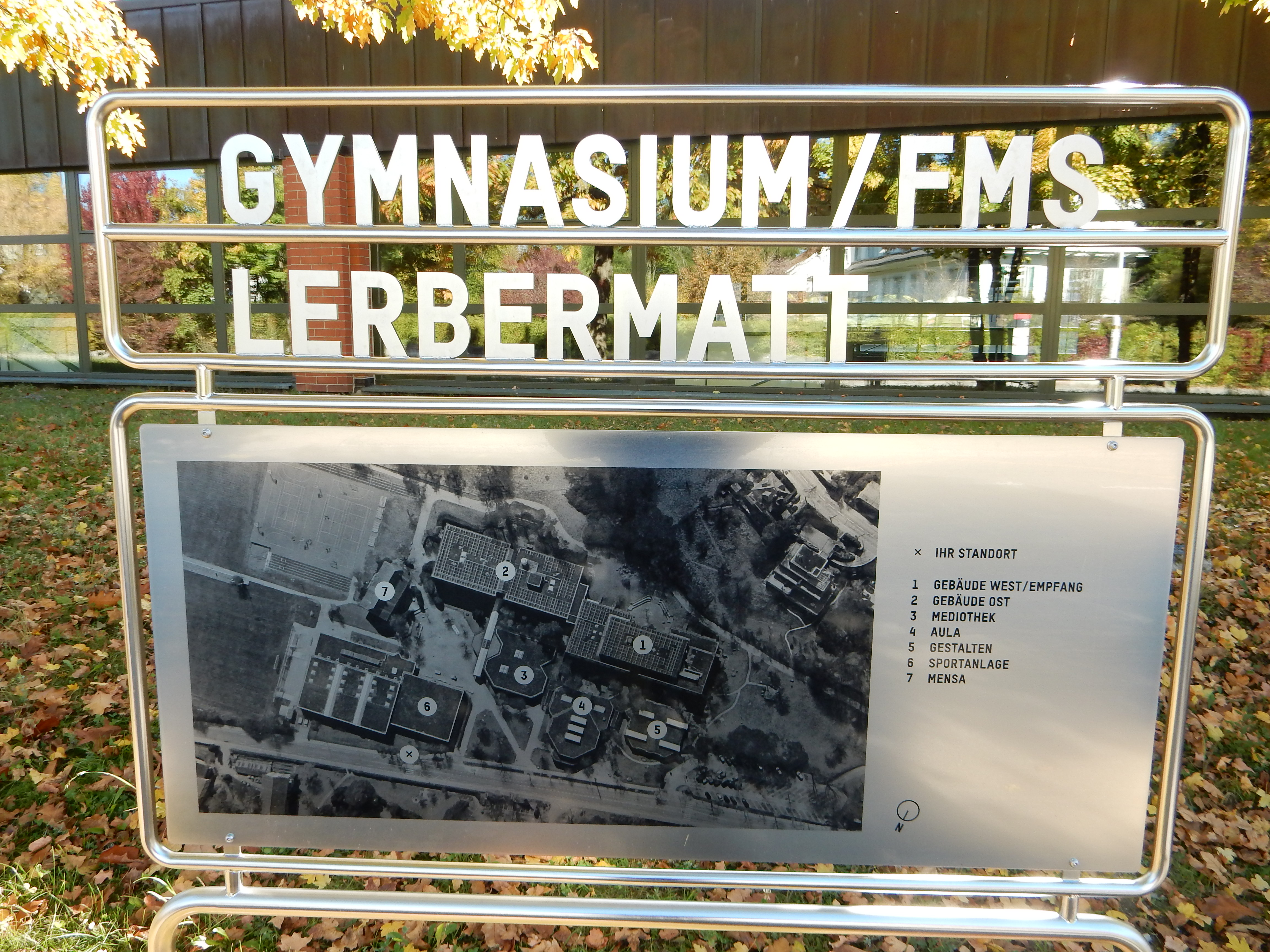
Das Gymnasium Lerbermatt umfasst sieben Gebäude

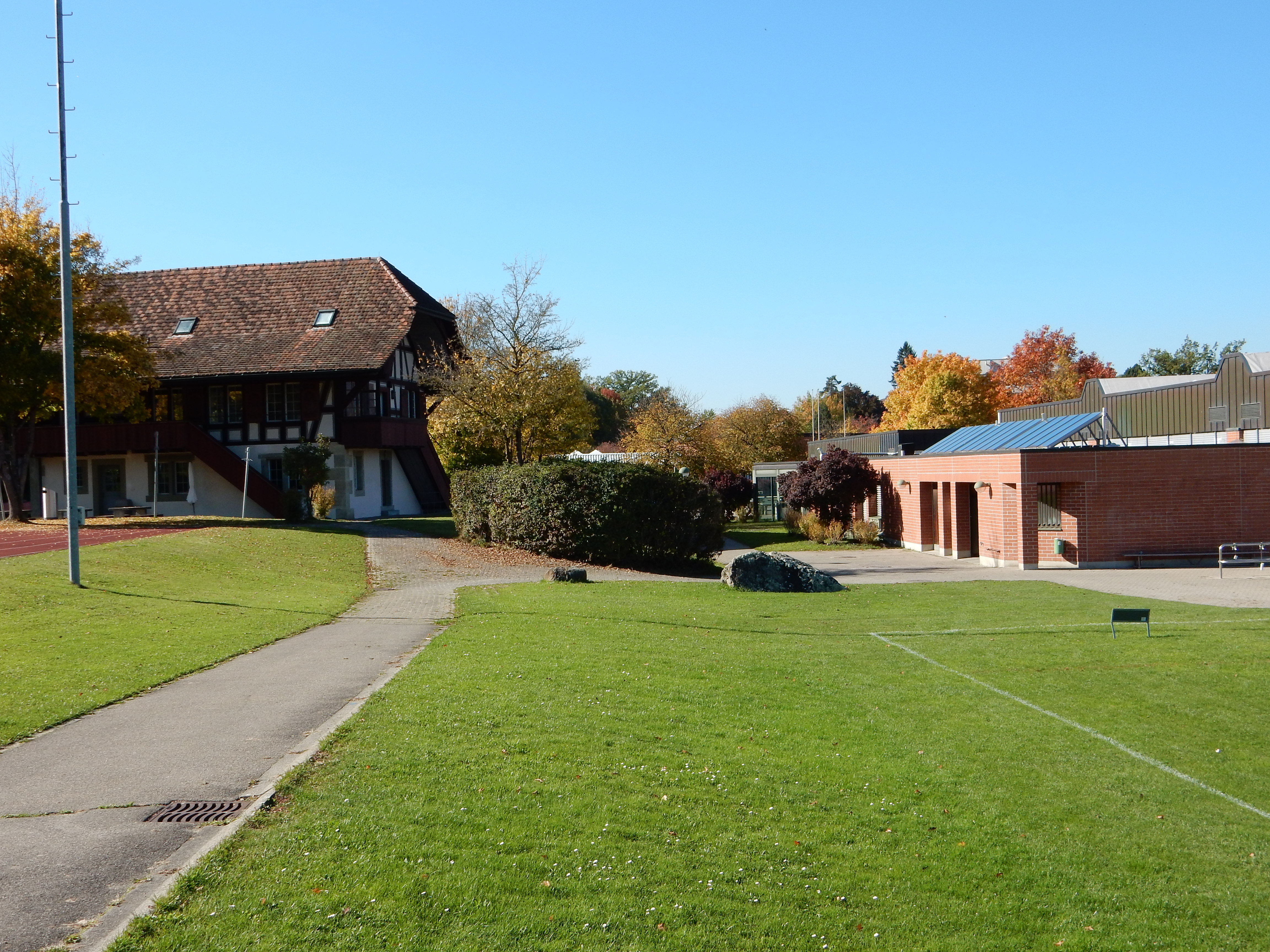
Links der Lerberstock (Mensa), rechts die Sportanlagen

Das Gymnasium Lerbermatt (vormals: Gymnasium Köniz-Lerbermatt) ist ein Gymnasium in Köniz. Neben der gymnasialen Maturität kann seit 2016 auch die Fachmaturität erlangt werden. Nebst dem Gymnasium und der FMS (Fachmittelschule) gibt es am Gymnasium Lerbermatt Klassen der Sekundarstufe I.

## Geschichte
1969 wurde das Gymnasium Köniz mit 25 Lehrpersonen und 125 Schülerinnen und Schülern eröffnet. Es wurde provisorisch am Lilienweg 23 und 25 untergebracht, in zwei Gebäuden, welche als Erweiterung der Primarschule Köniz-Buchsee gebaut worden waren. Die naturwissenschaftlichen Fächer wurden in einem Neubau der Sekundarschule Köniz unterrichtet. Bis 1972 wuchs die Schule auf 14 Klassen an und es wurden die ersten Maturitätsprüfungen abgenommen.
1976 lehnten die Stimmenden des Kantons Bern einen Kredit von 34 Millionen Franken für einen Neubau mit Gymnasium und Lehrerseminar in der Lerbermatt ab. Drei bzw. vier Jahre später bewilligten Köniz und der Kanton den Bau eines Gymnasiums. Dieses wurde 1984 nach zwei Jahren Bauzeit bezogen und 1985 eingeweiht.
Den Namen erhielt die Lerbermatt vom früheren Besitzer David von Lerber, der 1693 darauf sein Sommerhaus, den Lerberstock, baute. Dieses Gebäude wurde wegen der Neubauten um 50 m nach Osten verschoben und dient am neuen Standort, renoviert und ausgebaut, als Mensa.
Das heutige Gymnasium war früher geteilt in das Staatliche Lehrerseminar Bern und in das Gymnasium Köniz. Aus dem Lehrerseminar entstand später das Gymnasium Lerbermatt, das damals der Gemeinde Bern gehörte. Die beiden Gymnasien fusionierten zum Gymnasium Köniz-Lerbermatt. 2008 wurden die beiden ehemals eigenständigen Gebäude mit einem Verbindungstrakt verbunden. Im Verlaufe von 2016 wurde das Gymnasium in «Gymnasium Lerbermatt» umbenannt.

Auf dieser Swissair-Flugaufnahme von 1994 ist das Gymnasium oberhalb der Bildmitte zu sehen, beim rötlichen Sportplatz

## Organisation
Das Gymnasium Lerbermatt wird gemeinsam von Bernhard Blank und Christina Frehner-Bühler (Rektor und Rektorin) und sechs Konrektoren geführt (Stand: Oktober 2024).
Das Gymnasium besitzt zwei Hauptgebäude (Ost- und West-Gebäude), ein Sportgebäude mit fünf Turnhallen, einen Sportaussenbereich mit Fussballfeld und das historische Gebäude mit der Mensa.

## Besonderes
Das Gymnasium Lerbermatt bietet, wie auch das Gymnasium Kirchenfeld, eine zweisprachige Maturität an. Schüler, welche diese Option wählen, werden in Mathematik, Geschichte und Biologie auf Englisch unterrichtet.
Das Gymnasium bietet einen besonderen Lehrgang mit dem Namen MINT an. MINT steht für Mathematik, Informatik, Naturwissenschaften und Technik. Schüler, die diesen Lehrgang wählen, haben 2 Lektionen mehr, in denen sie sich intensiv und vor allem mit praktischer Arbeit mit MINT-Themen beschäftigen. Zu dem Lehrgang gehören auch verschiedene Besuche und Praktika in der Forschung und Betrieben.
Das Gymnasium hat eine Jazzband und eine Theatergruppe. Vorführungen finden jährlich in der Aula des Gymnasiums statt.

## Bekannte Ehemalige
- Andreas Dietrich, (* 1964), Journalist[7]
- Gottfried W. Locher, (* 1966), Theologe
- Sven Epiney (* 1972), Fernsehmoderator
- Susanna Schellenberg, (* 1974), Philosophin
- Evi Allemann, (* 1978), Berner Regierungsrätin[8]
- Jonathan Loosli, (* 1979), Schauspieler[9]
- Mujinga Kambundji, (* 1992), Leichtathletin[10]